# Darth Maul. El cazador en las tinieblas
Darth Maul. El cazador en las tinieblas es una novela basada en el Periodo de la Reforma de Ruusan del universo ficticio de Star Wars. La novela fue publicada en inglés por la editorial Del Rey el 27 de noviembre de 2001 y en español por Alberto Santos Editor en febrero de 2002. Fue escrita por Michael Reaves.

## Resumen
El libro se centra en dos aspectos fundidos en una sola historia. El primero: el preludio a la Batalla de Naboo y al inicio de la caída de la República Galáctica por tanto. El segundo aspecto es Darth Maul. La historia se centra en él y nos da una idea de sus poderes, habilidad, mentalidad y de como cumple sus misiones. La novela nos muestra un Maul carente de sentimientos, con una fe ciega en su maestro y con una vida que consiste en sorprenderle y causarle admiración para aprender más de él y, en un futuro, controlar la Orden Sith.
La misión de Darth Maul es sencilla: cazar a un traidor neimoidiano que lleva consigo una poderosa información que pondría en peligro los planes de los Sith y la Federación de Comercio para bloquear Naboo. Mientras un granuja llamado Lorn Pavan y su compañero androide ven el negocio a la información y no dejan escapar la oportunidad. Lo que no saben es que esto significará que se conviertan inmediatamente en objetivos del aprendiz Sith. Las cosas se complicarán entonces para Maul pues durante su persecución se encontrará con dos Jedi: el Maestro Anoon Bondara, al que eliminará rápidamente, y su joven padawana Darsha Assant. Assant no puede rivalizar contra el Sith pero con la Fuerza de su lado ayudará a Pavan a huir por el submundo de Coruscant hasta llegar a entregar la información al Templo Jedi.  Con Darth Maul mostrando que hasta él puede cometer errores la novela acaba con un final sorprendente y hasta cómico que desencadenará en los acontecimientos del Episodio I: La amenaza fantasma.